# 呉完
呉 完（朝鮮語: 오완）は、朝鮮氏族の興陽呉氏の始祖である。
新羅智証王代に中国から新羅に渡来した呉瞻の24代子孫の宝城呉氏の始祖の呉賢弼の次男である呉良の4代子孫である。